# ديفيد غوستاف
ديفيد غوستاف (بالإنجليزية: David Gustave)‏ هو ناشط بريطاني، ولد في 23 فبراير 1967.